# Сергеева, Варвара Николаевна
Варвара Николаевна Сергеева (9 декабря 1902, Симбирск — 26 января 1997, Рига) — советский и латвийский химик. Профессор, доктор химических наук, академик Академии наук Латвийской ССР (1971). Основатель лаборатории химии лигнина Латвийского государственного института химии древесины, в Риге, и создатель известной научной школы в этой области. Автор 300 публикаций и 20 патентов.

## Биография
В 1936 г. окончила химический факультет Среднеазиатского государственного университета (Ташкент) и была оставлена на кафедре органической химии: научный сотрудник, ассистент, с 1938 г. заместитель декана по учебной части. В апреле 1941 года защитила кандидатскую диссертацию.
В 1943 г. присвоено звание доцента. Читала спецкурсы «Химия нефти» и «Химия взрывчатых веществ», вела общий курс органической химии для нехимических факультетов.
С 1945 г. работала в Латвийском государственном университете: в 1945—1949 гг. доцент кафедры химической технологии древесины (подготовила и читала курсы «Химия и технология экстрактивных веществ» и «Химия древесины»), в 1948—1952 гг. заместитель, а затем декан химического факультета.
В 1946 г. она организовала лабораторию химии лигнина Института лесохозяйственных проблем и химии древесины (с 1962 — Институт химии древесины), и руководила ею до 1984 года, в 1958—1963 заместитель директора института.
В 1963 г. защитила докторскую диссертацию «Изучение процессов превращения и распада древесной ткани и ее высокомолекулярных компонентов под влиянием термического воздействия». В том же году избрана членом-корреспондентом, а в 1971 г. — действительным членом Латвийской академии наук.
В 1984 году Варвара Николаевна вышла на пенсию, но до конца своих дней поддерживала тесную связь со своими коллегами. Скончалась 26 января 1997 года в Риге.
Муж — Пётр Никитич Одинцов (1891—1968).

## Награды
- орден Трудового Красного Знамени (1971)
- орден Дружбы народов (08.12.1982)
- орден «Знак Почёта» (05.04.1954)
- медаль «За трудовую доблесть»
- семь почётных грамот Президиумов Верховных Советов Узбекской и Латвийской ССР
- заслуженный деятель науки и техники Латвийской ССР